# Movlud Miraliyev
Movlud Miraliyev (n. 27 februarie 1974, Regiunea Kașkadaria, Republica Sovietică Socialistă Uzbecă, URSS) este un judocan ce a reprezentat Azerbaidjan, medaliat olimpic. A participat la 2 ediții ale Jocurilor Olimpice (2004, 2008) în care a câștigat o medalie de bronz.